# Felix Wahnschaffe
Felix Wahnschaffe, född 27 januari 1851 i Kaltendorf vid Öbisfelde i Altmark, död 20 februari 1914 i Berlin, var en tysk geolog.
Wahnschaffe anställdes 1875 vid Preussens Geologische Landesanstalt und Bergakademie, blev där 1886 Landesgeolog och fick 1900 ledningen av kartarbetena på slättlandet samt blev 1903 avdelningschef för denna del av anstalten. År 1892 erhöll han titeln professor och 1902 Geheimer Bergrat.
Från första början ägnade Wahnschaffe sig åt studiet av nordtyska slättens kvartärbildningar, och det kom att göra ett starkt intryck på honom, då svenske geologen Otto Torell vid ett besök i Berlin hösten 1875 framlade goda skäl för glacialteorin emot den då i Tyskland rådande Lyellska s.k. driftteorin. I sina arbeten ställde Wahnschaffe sig genast på glacialteorins grund och arbetade framgångsrikt vidare under noggrant hänsynstagande till särskilt den svenska kvartärgeologin; i Tyskland var han länge en av de ledande på detta område.
Dessförutom ägnade han sig också åt markläran och var en inflytelserik auktoritet på allt, som rörde lantbrukets förbindelser med geologin. Som lärare vid Bergsakademien och som privatdocent vid Berlins universitet undervisade han i allmän geologi och marklära samt var särskilt framstående som ledare av studieexkursioner i Berlins omnejd. Han blev ledamot av Fysiografiska sällskapet i Lund 1900.